# Squadriglia complementare d'allarme "Montefusco-Bonet"
La Squadriglia complementare d'allarme "Montefusco" (in seguito designata "Montefusco-Bonet") era una squadriglia di caccia dell'Aeronautica Nazionale Repubblicana.
Essa era basata sull'aeroporto di Venaria Reale, vicino a Torino, dal quale operava in difesa del capoluogo piemontese e che era il campo presso cui la Fiat decentrava i G.55 di nuova produzione.

## Storia
La squadriglia fu istituita nel gennaio 1944 ed alla fondazione poteva contare su un parco velivoli consistente in 8 Fiat G.55 della sottoserie 0 e 10 della serie I, più alcuni Macchi M.C.205. Prima del suo scioglimento la squadriglia ricevette altri 15 G.55.
A partire dalla metà di gennaio del 1944 (con il trasferimento del 1º Gruppo MC.205 in Friuli), la Montefusco rimase da sola a difendere i centri industriali torinesi e l'intero Piemonte.
Tra i successi della squadriglia si ricordano un Boeing B-17 Flying Fortress dell'USAAF, abbattuto il 29 marzo; nella stessa azione il comandante della Squadriglia, il Capitano Giovanni Bonet, venne abbattuto e perse la vita nell'azione. In seguito a questo episodio il nome della Squadriglia fu cambiato in "Montefusco-Bonet".
Il 6 giugno 1944 la squadriglia fu dislocata a Reggio Emilia e, nello stesso mese, incorporata al 1º Gruppo caccia "Asso di bastoni".

## Velivoli
- Fiat G.55 Centauro
- Macchi M.C.205 Veltro